# Kim Bo-hyung
Kim Bo-hyung (hangul: 김보형 (); Seúl, 31 de marzo de 1989), también conocida simplemente como Bohyung, es una cantante y actriz surcoreana, conocida por ser exmiembro del grupo femenino surcoreano Spica. Hizo su debut en solitario con el sencillo Crazy Girl en 2013. En 2016, Kim apareció en King of Mask Singer, y en el programa de concurso Girl Spirit de JTBC, que ganó. Kim hizo su debut en Broadway en el musical KPOP de 2022.

## Biografía y vida personal
Kim nació el 31 de marzo de 1989. Tiene una licenciatura de la Universidad de Mujeres de Dongduk. En junio de 2024, se casó con un hombre no famoso en el Hotel Shilla de Seúl. A su boda asistieron las exmiembros de Spica, así como Park Jin-young, quien cantó un dueto con su esposo.

## Carrera

### 2008-2011: Actividades predebut
A partir de 2008, Kim fue aprendiz en YG Entertainment durante dos años. Entrenó con las integrantes de 2NE1, e iba a formar parte del grupo, pero finalmente no debutó con ellas debido a diferencias creativas de la artista con la discográfica.

### 2012-2017: Debut, estancia y salida de Spica, y debut en solitario
En 2012, hizo su debut como miembro de Spica bajo B2M Entertainment, la agencia de Lee Hyori, con el sencillo "Doggedly", lanzado el 10 de enero. Kim hizo su debut en solitario en octubre de 2013 con el sencillo Crazy Girl. Kim apareció en 100 Seconds War de Mnet en 2014, convirtiéndose en el segundo ganador del programa después de Kim Kyung-ho. Hizo su debut en la subunidad Spica. S (Special Spica) con el sencillo Give Your Love en septiembre. En 2015, Kim participó en el sencillo Can't Sleep del rapero Flowsik.
En 2016, Kim lanzó el sencillo Our Story para la serie Piped Piper, así como "Miss You" para la banda sonora de The Royal Gambler. También apareció en King of Mask Singer como la Agente Espacial Número Siete, y compitió para convertirse en el Mask Sing de la 26.ª Generación, logrando llegar a la final. Más tarde, en ese mismo año, Kim apareció en Girl Spirit de JTBC, ganando el programa y recibiendo un coche nuevo. El programa destacó a doce vocalistas ídolos femeninas de grupos menos conocidos. Mientras estaba en el programa, colaboró con Flowsik. En noviembre, lanzó el sencillo Today para la banda sonora de la serie The K2. Más tarde, en ese mismo mes, se confirmó que sería parte del elenco de Cross Country, donde el elenco viaja hasta California y se comunica con artistas extranjeros a través de la música. El programa comenzó a transmitirse en febrero de 2017. También participó en la banda sonora de la serie con los miembros del elenco Park Ye-eun, Suran y Kang Han-na. CJ E&M anunció la disolución de Spica el 6 de febrero de 2017.

### 2018-presente: Carrera en solitario y debut en Broadway
En 2018, Kim lanzó dos sencillos: «Flash Me» y «Because of You». El 27 de febrero de 2019, lanzó el sencillo Howl Howl como sencillo principal del álbum A Bird Flutters Away. La letra de Howl Howl describe el viaje de un pajarito que aprende a volar. En junio, lanzó la canción Stay para la banda sonora de la serie Abyss. Beautiful fue lanzado como sencillo en julio. En diciembre, lanzó In My Shadow para Black Dog: Being A Teacher.
En 2021, participó en el sencillo Arkanoid de Kim Jung Woo de la banda Toxic. La canción lleva el nombre del videojuego Arkanoid y cuenta con un sintetizador de 8 bits y batería.
Kim hizo su debut en Broadway en el musical KPOP en 2022. Entre varias estrellas del K-pop en el reparto, Kim interpretó a Tiny del grupo ficticio femenino de K-pop Rtmis. El musical hizo su debut en Broadway en el Circle in the Square Theatre, y cerró dos semanas después de su presentación.

## Discografía

### Sencillos

#### Como artista principal
| Título                                                                                     | Año  | Posiciones máximas en el gráfico | Álbum                |
| Título                                                                                     | Año  | COR                              | Álbum                |
| ------------------------------------------------------------------------------------------ | ---- | -------------------------------- | -------------------- |
| "Crazy Girl" (내가 미친년이야)                                                             | 2013 | —                                | Sencillos sinb álbum |
| "Flash Me"                                                                                 | 2018 | —                                | Sencillos sinb álbum |
| "Because of You"                                                                           | 2018 | —                                | Sencillos sinb álbum |
| "Howl Howl" (훨훨)                                                                         | 2019 | —                                | A Bird Flutters Away |
| "Beautiful" (아름다워)                                                                     | 2019 | —                                | Sencillo sin álbum   |
| "—" indica lanzamientos que no figuraron en las listas o que no se lanzaron en esa región. |      |                                  |                      |

#### Colaboraciones
| Título                                                                                     | Año  | Posiciones máximas en el gráfico | Álbum              |
| Título                                                                                     | Año  | COR                              | Álbum              |
| ------------------------------------------------------------------------------------------ | ---- | -------------------------------- | ------------------ |
| "Can't Sleep" (Flowsik feat. Kim Bo-hyung)                                                 | 2015 | —                                | Yah, Nuh           |
| "Arkanoid" (Kim Jung Woo con Kim Bo-hyung)                                                 | 2021 | —                                | Sencillo sin álbum |
| "—" indica lanzamientos que no figuraron en las listas o que no se lanzaron en esa región. |      |                                  |                    |

#### Apariciones en bandas sonoras
| Título                                                                                     | Año  | Posiciones máximas en el gráfico | Álbum                          |
| Título                                                                                     | Año  | COR                              | Álbum                          |
| ------------------------------------------------------------------------------------------ | ---- | -------------------------------- | ------------------------------ |
| "Our Story"                                                                                | 2016 | —                                | Piped Piper OST                |
| "Miss You" (그리워)                                                                        | 2016 | —                                | The Royal Gambler OST          |
| "Today" (오늘도)                                                                           | 2016 | —                                | The K2 OST                     |
| "Cross Country" (con Ha:tfelt y Suran)                                                     | 2017 | —                                | Cross Country OST              |
| "Stay"                                                                                     | 2019 | —                                | Abyss OST                      |
| "In My Shadow" (그림자)                                                                    | 2019 | —                                | Black Dog: Being A Teacher OST |
| "Like the Stars and the Moon" (별과 달처럼)                                                | 2020 | —                                | Born Again OST                 |
| "—" indica lanzamientos que no figuraron en las listas o que no se lanzaron en esa región. |      |                                  |                                |

## Filmografía

### Series de televisión
| Año  | Título              | Papel                        | Notas                                        | Ref.   |
| ---- | ------------------- | ---------------------------- | -------------------------------------------- | ------ |
| 2014 | 100 Seconds War     | Ella misma                   | Segunda ganadora                             | [ 6 ]  |
| 2016 | King of Mask Singer | Agente espacial número siete | Finalista de la 26ª Generación del Mask King | [ 12 ] |
| 2016 | Girl Spirit         | Sí misma                     | Ganador                                      | [ 13 ] |
| 2017 | Cross Country       | Sí misma                     |                                              | [ 16 ] |

### Teatro
| Año  | Título | Papel | Notas        | Ref.                 |
| ---- | ------ | ----- | ------------ | -------------------- |
| 2022 | KPOP   | Tiny  | Off-Broadway | [ 26 ] [ 27 ] [ 28 ] |